# Брунон Калішевський
Брунон Калішевський (пол. Brunon Kaliszewski; ? — 17 лютого 1935, Тернопіль) — один із перших фотографів Тернополя.

## Життєпис
Учасник січневого повстання 1863 року. Замолоду втратив ногу і ціле доросле життя пересувався за допомогою дерев'яного протеза. Активіст ремісничого об'єднання «Ґвязда», скарбник товариства ім. Косцюшки.
Записався в історії Тернополя як майстер фотографії. Мав власне фотоательє (пасаж Адлєра, нині вулиця Олени Кульчицької), яке почало працювати від 1895. У своєму закладі виконав десятки тисяч фотографій, на багатьох з яких зберіг для історії обличчя тернополян. Крім портретів і сімейних знімків, Калішевський зробив серію світлин тернопільських костьолів.
Коли Калішевський помер, місцева преса в некрологах подавала допис: «Відійшов особливий свідок епохи».